# Делоц, Антуан
Антуан Гинест Мари Делоц Дарро (фр. Antoine Gineste Marie Delotz Darrot; 1769–1806) — французский военный, полковник (1799 год), участник революционных и наполеоновских войн.

## Биография
Родился в семье торговца и производителя бумаги Габриэля Делоца (фр. Gabriel Antoine Delotz; 1736–1818) и его супруги Мари Дарро (фр. Marie Darrot; 1741–1814).
Начал военную службу 18 сентября 1791 года в звании сержанта 1-го батальона волонтёров департамента Пюи-де-Дом. 6 января 1792 года стал старшим сержантом. 26 июля 1792 года – младший лейтенант. 6 августа 1792 года определён в 105-ю полубригаду линейной пехоты, участвовал в кампаниях 1793-95 годов в рядах Рейнской армии, сражался при Висамбуре и был при деблокаде Ландау. Под началом генерала Зентрая сражался при Дюркхейме и Кайзерслаутерне. 10 октября 1793 года - лейтенант, 23 октября 1793 года - аджюдан, 3 апреля 1795 года – капитан. В 1796 году переведён в Рейнско-Мозельскую армию генерала Моро, 24 июля 1796 года отличился при взятии редутов Келя, сражался 26 июля 1796 года при Вильштедте и 28 июля 1796 года при Ренхене. В сентябре 1796 года назначен помощником полковника штаба Гюдена, начальника штаба дивизии генерала Гувиона Сен-Сира. Сражался 2-4 октября 1796 года при Штайнхаузене и 5 октября 1796 года при Биберахе. 5 февраля 1799 года награждён чином командира батальона с назначением в штаб Майнцской армии. 25 июля 1799 года произведён в полковники штаба, и был назначен начальником штаба бригады Гюдена в дивизии генерала Суама в составе Дунайской армии. Сражался 9 июня 1800 года при переправе через Дунай, где его бригада захватила 6000 пленных и 18 орудий и 11 июня 1800 года при переправе через Лех. 12 июня 1800 года его бригада переведена в состав 4-й пехотной дивизии генерала Сульта Гельветической армии. Отличился 18 июня 1800 года при Блинтхайме, где во главе батальона 10-й полубригады лёгкой пехоты захватил две пушки и пленил батальон баварской пехоты. Сражался 9 декабря 1800 года при переходе через Инн, 11 декабря 1800 года при Залле, 12 декабря 1800 года при Зальцбургхаузене и 14 декабря 1800 года при Зальцбурге.
30 августа 1803 года назначен начальником штаба 10-го военного округа со штаб-квартирой в Тулузе. 31 декабря 1804 года переведён в военный лагерь Брюгге в качестве начальника штаба пехотной дивизии Гюдена. Участвовал в кампаниях 1805-06 годов в составе 3-го корпуса маршала Даву Великой Армии. Был смертельно ранен в ходе Ауэрштедтского сражения 14 октября 1806 года и умер от ран 31 декабря 1806 года в Наумбурге в возрасте 37 лет.

## Воинские звания
- Сержант (18 сентября 1791 года);
- Старший сержант (6 января 1792 года);
- Младший лейтенант (26 июля 1792 года);
- Лейтенант (10 октября 1793 года);
- Капитан (3 апреля 1795 года);
- Командир батальона (5 февраля 1799 года);
- Полковник штаба (25 июля 1799 года).

## Награды
Легионер ордена Почётного легиона (5 февраля 1804 года)
 Офицер ордена Почётного легиона (14 июня 1804 года)